# 赵秀三
赵秀三（1762年—1849年），字芝园，子翼，号秋斋、经畹等，朝鲜王朝委巷文学领军人物。:1110
赵秀三出生于今韩国全罗道全州市沙川津的一个庶吏阶层家庭。他自幼聪明“四岁始学书，五岁能属文，六岁诵史传，七岁窥典文。八岁九岁作词赋，蜚光的烁磨青学。十二三四出战艺，旧臂一呼摩秒千军。”（《今日新年》）由于出身寒微，他只做过武官中的末职。他在1844年83岁高龄的时候才考取乡试。对此他自嘲说：“腹里诗书几百担，今年方得一襕衫。旁人莫问年多少，六十年前二十三。”（《司马唱榜日口呼七步诗》）他曾三次来过中国北京，与当时中国的朱文翰、江莲等文人交往甚密。:1110-1111:412
除了善诗能文外，赵秀三还精通医学、书法、棋艺，健谈善辩，当时的人们用“十福”（“风度”、“诗文”、“功令”、“医学”、“弈棋”、“字墨”、“强记”、“谈论”、“福泽”、“寿考”）来概括他的多才多艺。:1111

## 诗作
赵秀三擅长写组诗。《北行百绝》100首，《秋斋纪异》71首，《次耕织图韵》46首，《陇城杂咏》22首，《高丽宫词》22首等都是他的代表作。:1111:412